# Peter Hirt
Peter Hirt, född 30 mars 1910 i Küsnacht, kantonen Zürich, död 28 juni 1992 i Zürich, var en schweizisk racerförare.
Hirt körde formel 2 med det privata stallet Ecurie Espadon. Han deltog även i fem formel 1-lopp.

## F1-karriär
| Säsong | Stall/Tillverkare        | Poäng | Placering |
| ------ | ------------------------ | ----- | --------- |
| 1951   | Peter Hirt (Veritas)     | 0     | -         |
| 1952   | Ecurie Espadon (Ferrari) | 0     | -         |
| 1953   | Ecurie Espadon (Ferrari) | 0     | -         |